# فرانسوا كليمنت
فرانسوا كليمنت (بالفرنسية: François Clément)‏ هو مؤرخ فرنسي، ولد في 1714 في Bèze ‏ في فرنسا، وتوفي في 29 مارس 1793.